# Departament Atakora
Atakora (także Atacora) – jeden z 12 departamentów Beninu. Zajmuje powierzchnię 20 499 km². W spisie ludności z 11 maja 2013 roku liczył 772 262 mieszkańców. 

## Położenie
Położony jest w północno-zachodniej części kraju. Graniczy z państwami Togo oraz Burkina Faso, a także z innymi departamentami Beninu – Donga, Borgou i Alibori. 

## Historia
W 1975 roku ówczesny Dahomej zmienił nazwę na obecną, Benin. Wówczas utworzono również 6 prowincji, wśród nich między innymi Atakorę. 15 stycznia 1999 roku w wyniku reformy administracyjnej z Atakory wydzielono departament Donga. W wyniku tej samej reformy zmieniło nazewnictwo „prowincji” na „departamenty”.